# Karl Leeder
Karl Leeder (15. ledna 1817 Hostinné – 4. května 1910 Vídeň) byl rakouský politik německé národnosti z Čech, poslanec Českého zemského sněmu.

## Biografie
Do roku 1836 studoval filozofii na Karlo-Ferdinandově univerzitě v Praze. Působil jako vychovatel u barona Pittela. Později absolvoval studium práv na Vídeňské univerzitě. Roku 1845 získal titul doktora práv. Od roku 1847 do roku 1895 byl sekretářem a soukromým učitelem u hraběte Hoyos-Spritzensteina. Od roku 1872 byl rovněž členem spolku Verein für Geschichte der Deutschen in Böhmen. Působil jako advokát ve Vídni. V rodném Hostinném byl kronikářem. Získal Řád Františka Josefa. Roku 1873 napsal knihu Beiträge zur Geschichte von Arnau.
V 60. letech se krátce zapojil i do vysoké politiky. V doplňovacích volbách v červnu 1868 byl zvolen na Český zemský sněm, kde zastupoval kurii městskou, obvod Vrchlabí, Lánov, Hostinné.
Zemřel v květnu 1910 ve vysokém věku 94 let. Jeho synem byl c. k. lesmistr Fritz Leeder a c. k. dvorní tajemník Karl Leeder mladší.